# Wael Arakji
Wael Arakji (Beirut, 4 de septiembre de 1994) es un baloncestista libanés que juega en la posición de base para el Al Riyadi Beirut de la Liga Libanesa de Baloncesto. Ha representado al Líbano a nivel internacional.

## Trayectoria
Surgido de la cantera del Al Riyadi Beirut, hizo su debut como profesional en 2012. Con ese club jugó durante ocho temporadas, siendo parte del plantel que conquistó el título de la Liga Libanesa de Baloncesto en 2014, 2015, 2016, 2017 y 2019. También en 2017 su actuación fue clave para que su equipo ganase la Copa de Campeones de la WABA y la Copa de Campeones de FIBA Asia.
A fines de enero de 2018 dejó el Líbano para hacer una experiencia de un mes en la CBA de China, jugando finalmente 5 partidos como miembro de los Beikong Fly Dragons.
En julio de 2019 participó de la NBA Summer League como parte de los Dallas Mavericks, viendo acción en 3 encuentros.
Arakji dejó Al Riyadi Beirut en febrero de 2020, luego de que su equipo perdiese la final del Dubai International Basketball Championship ante el Mighty Sports de Filipinas. Aunque recibió ofertas para retornar a China, finalmente el base se incorporó al Al-Shamal de Catar, con el cual se consagraría campeón de la temporada 2019-20 de la Liga Catarí de Baloncesto. Tras un año allí fichó con el US Monastir de Túnez, club con el que ganaría el campeonato local y jugaría la final de la primera temporada de la Basketball Africa League. Pasó luego por el Al Jahra de la División I de Kuwait, hasta que en marzo de 2022 regresó a su país contratado por el Beirut Club para jugar el tramo final de la temporada 2021-22 de la liga local, la cual la terminaría ganando su equipo. 
En octubre de 2022 regresó a Al Riyadi Beirut. Fue dos veces campeón de la liga local y lideró a su equipo en 2024 en las conquistas de la West Asia Super League y de la Basketball Champions League Asia. 
En octubre de 2024 se unió al Al-Arabi de Catar, pero dos meses más tarde fue fichado por el BC Dubai para jugar en la Liga del Adriático.

## Selección nacional
Arakji jugó con los seleccionados juveniles de baloncesto de Líbano en diversos torneos regionales.
Con la selección absoluta disputó tres ediciones del Campeonato FIBA Asia: 2015, 2017 y 2022 (donde fue reconocido como MVP del torneo). También integró el plantel libanés que conquistó el Campeonato Árabe de Baloncesto de 2022 en EAU.
Durante agosto y septiembre de 2023 fue integrante de la selección de Líbano que participó en el Mundial de 2023 celebrado en Asia, y que finalizó en vigesimotercer lugar.